# Női 3000 méteres rövidpályásgyorskorcsolya-váltó a 2023. évi téli universiadén
A 2023. évi téli universiadén a rövidpályás gyorskorcsolya női 3000 méteres váltó elődöntőjét január 20-án, míg a B döntőt és a döntőt január 21-én rendezték a Lake Placid-i 1932 Jack Shea Arénában.
Az első helyen a Kim Gonhi (Kim Geonhee), Szo Hümin (Seo Whimin), Cshö Mindzsong (Choi Minjeong), Kim Cshanszo (Kim Chanseo), Pak Csijun (Park Jiyun) összeállítású dél-koreai váltó végzett, maga mögé szorítva Kína és az Egyesült Államok csapatát.

## Versenynaptár
Az időpont(ok) helyi idő szerint olvashatóak (UTC −05:00):
| Dátum                     | Időpont | Forduló  |
| ------------------------- | ------- | -------- |
| 2023. január 20., péntek  | 19:18   | Elődöntő |
| 2023. január 21., szombat | 19:56   | B döntő  |
| 2023. január 21., szombat | 20:04   | Döntő    |

## Eredmény
| Hely.                          | Csapat                 | Helyezés | Helyezés | Helyezés | Helyezés | Helyezés | Helyezés | Legjobb idő |
| Hely.                          | Csapat                 | ED       | idő      | BD       | idő      | D        | idő      | Legjobb idő |
| ------------------------------ | ---------------------- | -------- | -------- | -------- | -------- | -------- | -------- | ----------- |
|                                | Dél-Korea (KOR)        | 2.       | 4:20,028 |          |          | 1.       | 4:12,557 | 4:12,557    |
| Kim Gonhi (Kim Geonhee)        | X                      | X        | 4:20,028 |          |          |          | 4:12,557 | 4:12,557    |
| Szo Hümin (Seo Whimin)         | X                      | X        | 4:20,028 |          |          |          | 4:12,557 | 4:12,557    |
| Cshö Mindzsong (Choi Minjeong) |                        | X        | 4:20,028 |          |          |          | 4:12,557 | 4:12,557    |
| Kim Cshanszo (Kim Chanseo)     | X                      |          | 4:20,028 |          |          |          | 4:12,557 | 4:12,557    |
| Pak Csijun (Park Jiyun)        | X                      | X        | 4:20,028 |          |          |          | 4:12,557 | 4:12,557    |
|                                | Kína (CHN)             | 1.       | 4:19,841 |          |          | 2.       | 4:14,642 | 4:14,642    |
| Hao Vej-jing (Hao Weiying)     | X                      | X        | 4:19,841 |          |          |          | 4:14,642 | 4:14,642    |
| Csia Huj-ling (Jia Huiling)    | X                      | X        | 4:19,841 |          |          |          | 4:14,642 | 4:14,642    |
| Caj Sen-ji (Cai Shenyi)        | X                      | X        | 4:19,841 |          |          |          | 4:14,642 | 4:14,642    |
| Csang Jen (Zhang Yan)          | X                      |          | 4:19,841 |          |          |          | 4:14,642 | 4:14,642    |
| Vang Ji-csao (Wang Yichao)     |                        | X        | 4:19,841 |          |          |          | 4:14,642 | 4:14,642    |
|                                | Egyesült Államok (USA) | 1.       | 4:22,108 |          |          | 3.       | 4:24,015 | 4:22,108    |
| Corinne Laine Stoddard         | X                      | X        | 4:22,108 |          |          |          | 4:24,015 | 4:22,108    |
| Una Willhoite                  | X                      | X        | 4:22,108 |          |          |          | 4:24,015 | 4:22,108    |
| Isabella Main                  | X                      | X        | 4:22,108 |          |          |          | 4:24,015 | 4:22,108    |
| Julia Letai                    | X                      | X        | 4:22,108 |          |          |          | 4:24,015 | 4:22,108    |
| 4.                             | Kanada (CAN)           | 2.       | 4:23,249 |          |          | 4.       | 4:30,048 | 4:23,249    |
| 4.                             | Karina Montminy        | X        | 4:23,249 | X        |          |          | 4:30,048 | 4:23,249    |
| 4.                             | Kélian Quevillon       | X        | 4:23,249 | X        |          |          | 4:30,048 | 4:23,249    |
| 4.                             | Catherine Lamarche     |          | 4:23,249 | X        |          |          | 4:30,048 | 4:23,249    |
| 4.                             | Anne-Clara Belley      | X        | 4:23,249 | X        |          |          | 4:30,048 | 4:23,249    |
| 4.                             | Wren Egan Acorn        | X        | 4:23,249 |          |          |          | 4:30,048 | 4:23,249    |
|                                |                        |          |          |          |          |          |          |             |
| 5.                             | Kazahsztán (KAZ)       | 3.       | 4:23,260 | 1.       | 4:21,430 |          |          | 4:21,430    |
| 5.                             | Aljona Volkovickaja    |          | 4:23,260 | X        | 4:21,430 |          |          | 4:21,430    |
| 5.                             | Alina Ajgalieva        | X        | 4:23,260 | X        | 4:21,430 |          |          | 4:21,430    |
| 5.                             | Iana Han               | X        | 4:23,260 | X        | 4:21,430 |          |          | 4:21,430    |
| 5.                             | Aliya Amirgaliyeva     | X        | 4:23,260 |          | 4:21,430 |          |          | 4:21,430    |
| 5.                             | Malika Ermek           | X        | 4:23,260 | X        | 4:21,430 |          |          | 4:21,430    |
| 6.                             | Japán (JPN)            | 3.       | 4:20,219 | 2.       | 4:21,531 |          |          | 4:20,219    |
| 6.                             | Nagamori Haruna        | X        | 4:20,219 | X        | 4:21,531 |          |          | 4:20,219    |
| 6.                             | Takahasi Hana          | X        | 4:20,219 | X        | 4:21,531 |          |          | 4:20,219    |
| 6.                             | Nakasima Mirei         | X        | 4:20,219 | X        | 4:21,531 |          |          | 4:20,219    |
| 6.                             | Jamana Rina            | X        | 4:20,219 | X        | 4:21,531 |          |          | 4:20,219    |

____
Magyarázat:
• ED = elődöntő • BD = B döntő • D = döntő • X = a váltó tagja futamonként